# Isangi
Pour les articles homonymes, voir Isangi (homonymie).
Isangi est une localité, chef-lieu du territoire éponyme de la province de la Tshopo en république démocratique du Congo.

## Géographie
Elle est située sur la rive gauche du fleuve Congo au confluent de la rivière Lomami. Elle est desservie par la route RP408 à 134 km au nord-ouest du chef-lieu provincial Kisangani.

## Environnement
Isangi possède un climat de savane à hiver sec (Aw) selon la classification de Köppen-Geiger. Isangi est une zone avec des précipitations importantes. Même pendant le mois le plus sec, il pleut beaucoup. Sur l’année, la température moyenne à Isangi est de 25.8°C et les précipitations sont en moyenne de 828.5mm
.

## Administration
Chef-lieu territorial de 3 493 électeurs inscrits pour les élections de 2018, elle a le statut de commune rurale de moins de 80 000 électeurs et  compte 7 conseillers municipaux en 2019.

## Population
Le recensement date de 1984,.
| 1984 | 2004   | 2012   |
| ---- | ------ | ------ |
| -    | 10 033 | 12 093 |

## Société
L'autorité coutumière la plus renommée et reconnue de cette ville est le chef Katenga Tongo Bofano Jean.[réf. nécessaire]. Chaque jeudi, se tient le grand marché Lisaliko[Où ?] qui réunit les commerçants venant de plusieurs cités et localités de l'ancienne province orientale aujourd'hui Province de la Tshopo. Les habitants d'Isangi sont appelés les Mongarois (pour les hommes) et les Mongarenes (pour les femmes)Cela est tiré de son surnom Isangi Mongayi.[réf. nécessaire].
Chaque mercredi, il y a rencontre au grand marché de Yafira : ce marché regroupe tous les habitants du territoire, les marchands ambulants provenant de Kisangani, les peuples ngando qui sortent de la province de l'Équateur ainsi que toutes les tribus de la Tshopo.

## Économie

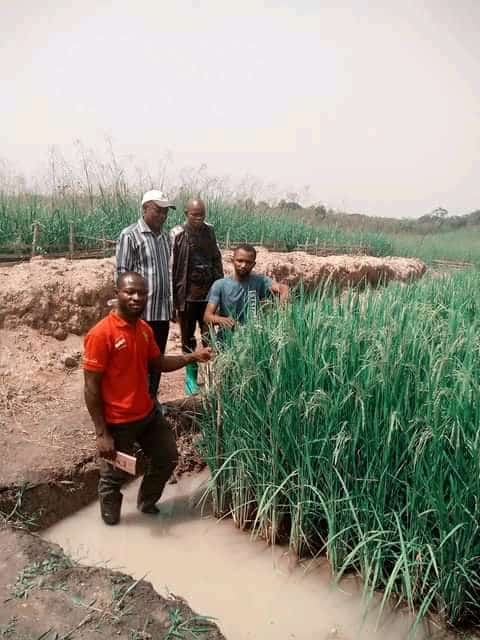
Riziculture.

L’agriculture, la pêche et l’élevage sont les principaux éléments constituant l’économie de ce territoire. Ce dernier occupe aussi une grande partie de la forêt équatoriale de la RDC et celle-ci est une grande richesse pour le territoire. Il y a les chenilles qui se produisent en grande quantité et de bonne qualité[Quoi ?]. Les mongarois font beaucoup plus la culture des champs du riz, manioc, banane plantain, et plusieurs autres produits agricoles[réf. nécessaire].